# Iosif Vulcan
Iosif Vulcan (Holod, província de Bihor, 31 de març de 1841 - 8 de setembre 1907, Oradea) va ser un escriptor i comentarista romanès que fou també un activista cultural per a la llengua i cultura romaneses i un dels membres de l'Acadèmia Romanesa.

## Biografia
Iosif Vulcan va nàixer en una família de catòlics romanesos. El seu pare, Nicolae Vulcan, era de la família del famós eclesiàstic i erudit Samuil Vulcan, que va fundar l'escola de Beiuș, que porta actualment el seu nom. Va estudiar a l'escola primària del poble de Leta-Mare, on es va mudar amb la seva família el 1844.
Per a complaure el seu pare, es va matricular a la facultat de dret de la Universitat de Budapest. Començà una carrera d'advocat però com que aquesta via no el satisfeia, es dirigí ben aviat cap a la literatura. Va publicar els seus primers escrits a la revista Federaţiunea, aleshores dirigida per l'editor i activista cultural i polític Alexandru Roman.
Al juny de 1865, Vulcan va crear la seva pròpia revista Familia, per a poder difondre la cultura romanesa a Transsilvània.